# Tetralonia trichardti
Tetralonia trichardti är en biart som beskrevs av Cockerell 1933. Tetralonia trichardti ingår i släktet Tetralonia och familjen långtungebin. Inga underarter finns listade i Catalogue of Life.